# Lea Niako
Lea Maria Kruse, conocida artísticamente como Lea Niako o La Bailarina de Berlín (Hamburgo, 1908-Berlín?, no antes de 1945), fue una bailarina, actriz y espía alemana de ascendencia asiática cuya actividad artística se encuadró dentro del movimiento coreográfico denominado nackttanz, en que sus protagonistas llegaban a actuar en ocasiones prácticamente desnudas ante el público, lo que viene siendo interpretado por algunos investigadores como un «gesto de emancipación».
En su faceta de actriz cinematográfica intervino en las películas Fátima Milagrosa (Rino Lupo, 1928), La carta (Adelqui Migliar, estrenada en el Teatro Buenos Aires de Bilbao el 21 de enero de 1931), Forja de héroes (Karl Ritter, 1939), Zwischen Hamburg und Haiti (Erich Waschneck, 1940) y Carl Peters (Herbert Selpin, 1941).

## Trayectoria (años veinte-1945)
Nada concreto se sabe de su trayectoria artística y vital hasta que probablemente a mediados de los años veinte comenzó a actuar en diferentes escenarios de Berlín, París, Praga, Budapest, Viena, Madrid, Barcelona o Lisboa, así como en Sudamérica, por lo menos en Colombia y Brasil.
Por varias notas publicadas en su momento por la prensa francesa se sabe, por ejemplo, que «la escultural/maravillosa bailarina exótica Lea Niako […] no estará entre nosotros más que dos o tres días y que debutará en el Olympia no antes del próximo viernes [4 de julio de 1926]».

Un hermoso cartel. Hoy se colocará en el hall del Olympia el original de un póster de Segogne que representa a Lea Niako, esa bailarina exótica tan atractiva y tan desvergonzada; ¿no decimos que debería bailar desnuda, vestida solo con una tiara camboyana que le regaló Sisowath, su rey y señor?

Algo más tarde el periódico cubano Diario de la Marina se hizo eco de su éxito en Viena:

La señorita Lea Niako se ha revelado sensacionalmente como una estrella del arte coreográfico en Viena llamando la atención con sus extrañas danzas.

Respecto a sus presumibles apariciones en revistas ilustradas del momento se conoce al menos una fotografía de Niako recogida en el magazine Das Leben en mayo de 1927 en la que con el objetivo de la publicación de difundir la imagen de la «nueva mujer» de la República de Weimar figuró una imagen suya enfundada en una especie de pantalón corto y desnuda de cintura para arriba.
El 26 de abril de 1928 llegó a Ponta Delgada, una de las tres capitales de las Azores, contratada por la Empresa Martins & Barbosa con el fin de celebrar en el Teatro Micaelense de la ciudad una serie de cuatro espectáculos presentados previamente en el Teatro da Trindade de Lisboa donde había actuado también «ARTÍSTICAMENTE DESNUDA […] ante una gran competencia de damas».
En cuanto a sus actuaciones en España –donde la «escultural "estrella" indochina Lea Niako […] causará verdadero asombro» ya había debutado a mediados de abril de 1927– cabe mencionar las dos celebradas en marzo de 1929 en la sala de espectáculos del Círculo de Bellas Artes de Madrid recogidas por los diarios La Libertad y ABC en los siguientes términos:

Círculo de Bellas Artes. En vista del éxito alcanzado en su actuación anterior y a petición de gran número de socios, la genial bailarina Lea Niako repetirá en la sala de espectáculos de dicha sociedad su atrayente programa de danzas artísticas el próximo sábado 9 del actual a las seis y media de la parte.
Los señores socios que no obtuvieron invitaciones para la primera fiesta podrán solicitarlas personalmente en la secretaría mañana viernes de cinco de la tarde a nueve de la noche en número de tres como máximo previa presentación del recibo correspondiente a los meses de febrero y marzo.

El Círculo de Bellas Artes cumplió ayer [9 de marzo] uno de sus fines ofreciendo en su teatro una sesión de la originalísima danzarina Lea Niako.

Esta linda figulina asiática en quien Oriente y Occidente se funden en un arte depurado y exquisito tiene todas las aptitudes para el triunfo. Su cuerpo, de esbeltas y puras líneas, con el frescor de una juventud auténtica; su temperamento y su estudio constante en bibliotecas y museos para inspirarse en remotas manifestaciones artísticas y en altos ejemplos plásticos hacen de ella una singular bailarina.
Una gran variedad de interpretaciones musicales ofrece en sus programas. De Puccini en Turandot. Massenet en Herodiade. Debussy en Arabesque. Chaikovski en Danza árabe y Melodía; hasta Wagner con su marcha fúnebre de El ocaso de los dioses fueron los temas de sus danzas igualmente deliciosas en la chinesca, en la egipcia, en la española de fantasía, en la indochina, en Salomé, y entonada y grave en la wagneriana, que acaso habría estado mejor con el fondo de una sencilla cortina negra que con aquella reproducción de un conocido lienzo.

Muy bien de línea, de indumento y de justeza de interpretación; gentilísima en sus metamorfosis escénicas que a veces acaban en la visión serena de su cuerpo estatuario sin nada que amengüe la nobleza del momento artístico, Lea Niako obtuvo un grande y merecido éxito y al Círculo de Bellas Artes cabrá la satisfacción de haber dado a conocer en Madrid a esta danzarina llamada a atraer sobre su actuación el interés de los públicos.

En la sala de espectáculos del Circulo de Bellas Artes hizo en la tarde de ayer [9 de marzo] su segunda y brillante exhibición la bella artista persa Lea Niako, que ha llevado a las danzas clásicas que interpreta un depurado sentimiento de estético ritmo y expresión exaltado por las bellas melodías de los grandes maestros.

Entre los bailables ejecutados por Lea Niako figuraban las danzas, de Ravel, Franz von Blon; Arabesque, de Debussy; Flor exótica, de Chaikovski; la Marcha fúnebre, de Wagner, y Herodiade, de Massenet, en las cuales la bella danzarina supo comunicar al público la esencia de su arte personalísimo. Fue ovacionada en todos los bailables.

La Junta directica del Círculo obsequió a los invitados a la fiesta de arte con un vino de honor.

Pero sin duda el artículo más extenso aparecido sobre las «dos exhibiciones de su arte [realizadas] en la sala de conciertos del Círculo de Bellas Artes [por] la danzarina Lea Niako, "nacida en Alemania pero con sangre persa en sus venas", según quien nos la presenta» fue el publicado por el abogado y crítico de Arte Emiliano Martín Aguilera en El Socialista, que concluye con estas palabras:

No basta decir, como se ha dicho en todos los diarios y en algunas revistas de Madrid, que el arte de Lea Niako es admirable; es preciso analizarlo y explicar los méritos de este arte que aún no es asequible al público en general. Y hace falta decir a El Debate que aunque Lea Niako bailara desnuda, absolutamente desnuda, su arte puede ser visto por toda clase de personas.

Al mes siguiente (1 de abril) actuó nuevamente en la corte:

En sus danzas históricas y representativas. Lunes, 1 de abril, seis treinta, Teatro de la Comedia. Entre otras composiciones, bailará piezas de Kreisler, Debussy, Chaikovski y Wagner. Se despacha en contaduría sin aumento.

Casi dos meses después (20 de mayo) Niako volvió a actuar en el país, concretamente en el Teatro Principal de Cartagena, en el que interpretó siete danzas de autores como Kreisler, Debussy, Chaikovski, etc.:

El lunes día 20 gracias a esa Empresa Ideal que han constituido el eminente oculista Antonio Ros y el gran poeta Ginés de Arlés podremos admirar en este Teatro Principal el arte maravilloso de las insuperables danzas exóticas de la insigne y bellísima bailarina persa Lea Niako.
La visita de esta artista genial que interpretando su magnífico y exquisito arte se transfigura en una de esas mujeres exóticas que solo los poetas del pincel o de la gubia pueden concebir; que dijérase que más que mujer es una llama viva o que por sus arterias más que jugo vital circulan llamaradas de fuego o cintas de luz solar, ha despertado una expectación enorme. Y no cabe duda de que igual que cuando actuó Berta Singerman y cuando dio sus charlas el eminente García Sanchiz –artistas inimitables que también han desfilado por Cartagena gracias al espíritu exquisitamente artístico de Antonio Ros y de Ginés de Arlés– el Teatro Principal se verá lleno de un selecto público que acudirá ávido de arte a admirar a la sublime Lea Niako.

Un verdadero éxito artístico y de taquilla ha sido la actuación en el Teatro Principal de la eminente danzarina persa Lea Niako.
Las maravillosas danzas exóticas de esta artista genial son en efecto [muestras de] un arte depurado, exquisito, al que no están acostumbrados los paladares provincianos. Como amigos de todo gozo estético vaya nuestra gratitud a los ilustres empresarios a quienes se debe el milagro de que artistas de tal valía desfilen por Cartagena.

Dentro del programa de actos convocados a raíz de la celebración de la Exposición Internacional de Barcelona de 1929 el domingo 6 de octubre presentó en el denominado Palau de Projeccions las siguientes «danzas históricas y representativas»:
| N.º del programa | Título               | Autor          | N.º del programa | Título                      | Autor          |
| ---------------- | -------------------- | -------------- | ---------------- | --------------------------- | -------------- |
| 1                | Dansa xinesa         | Von Siede      | 6                | Arabesque                   | Claude Debussy |
| 2                | Valse                | Fritz Kreisler | 7                | Flor exótica                | P. Chaikovski  |
| 3                | Dansa de les espases | Franz von Blon | 8                | Indoxina                    | P. Chaikovski  |
| 4                | La demoiselle Elue   | Claude Debussy | 9                | Marxa fúnebre (Sigfrid)     | Richard Wagner |
| 5                | Dansa grega          | Jules Massenet | 10               | Herodiade (dansa de Salomé) | Jules Massenet |

Lo que el diario La Vanguardia comentó de esta forma:

Ligereza aérea, sentimiento rítmico, gracilidad, pureza de líneas y un soplo, según los casos, de sensualidad, de poesía, de exótico misticismo se encontraron en las danzas que la notable artista persa Lea Niako ejecutó anteanoche en el teatro del Palacio de Proyecciones de la Exposición.

Un sueño magnífico soñado a ojos abiertos fueron las danzas de Lea Niako. Enmarcada en adecuadas decoraciones estilizadas y con música de Siede, Kreisler, Blom, Debussy, Massenet, Chaikovsky y Wagner, la gran artista mimocoreográfica [sic] bailó ingrávida, con hieráticas actitudes, con gracia alada.
El público, escogidísimo, la aplaudió sin reservas en cada una de las danzas.

Al buen éxito del espectáculo contribuyó el maestro Sabater, que dirigió con seguridad, gusto y conciencia la disciplinada orquesta.

Se conoce también en este aspecto que en 1933 se celebró en Varsovia la primera edición del Concurso Internacional de Danza Artística al que asistieron entre «ciento veintiséis artistas de todo el mundo» dos «bailarines exóticos» de nacionalidad india, el turco Suleiman Kanhum, «la japonesa Nimura Lea Niako» y la persa Judith Berg.
En el transcurso de una fiesta privada celebrada a finales de febrero de 1934 y en la que debió de presentar un recital de danzas españolas «vestida, sería mejor decir desvestida, con una falda ancha de seda roja abierta a un lado […] que mostraba la pierna hasta la cadera y un corpiño de seda blanca totalmente transparente atado al cuello que dejaba ver las tetas», fue detenida junto al agente y oficial del Ejército de la Segunda República Polaca Jurik von Sosnowski (1896-c. 1942) con el que desde el año anterior mantenía cierta relación sentimental, la baronesa Benita von Falkenhayn y la secretaria de Heinz Wilhelm Guderian, una tal Renata von Natzmer (a quien Sosnowski había conquistado con el fin de obtener información acerca de la futura invasión alemana de Polonia), si bien cabe destacar que mientras estas dos últimas fueron condenadas a muerte y decapitadas con hacha al año siguiente en el patio de la Prisión de Plötzensee y Sosnowski (en principio) a cadena perpetua (al formar parte de un intercambio de espías acordado entre los dos países fue puesto en libertad en abril de 1936), Niako fue rehabilitada para el servicio secreto alemán gracias al ofrecimiento del dirigente de las SS Walter Schellenberg y la consiguiente aprobación del entonces director de la Gestapo Reinhard Heydrich.
Fuera como fuese, desde la caída de Berlín en mayo de 1945 no se tuvo ninguna noticia de la artista –que en aquellos entonces rondaría los 37 años–, lo que disparó las más variopintas especulaciones (muchas de las cuales apuntaron a la posibilidad de haber padecido una muerte violenta), perdiéndose entre un cúmulo de deducciones sin fundamento sobre oscuras escapadas amorosas con algunos de los más altos mandatarios de la Alemania nazi como Himmler, Goebbels, Speer o el propio Hitler (en su caso organizadas secretamente por el general y jefe de ayudantes del führer Wilhelm Brückner) y lugares comunes acerca de la exótica belleza de su cuerpo los escasos datos biográficos de que se dispone hasta el presente:

Niako es una figura misteriosa a la que Hitler pudo haber ayudado, pero no es más que eso.

## Filmografía (1928-1941)
| Año de estreno | Película (título original) | País           | Personaje           | Director        | Notas |
| -------------- | -------------------------- | -------------- | ------------------- | --------------- | --- |
| 1928           | Fátima Milagrosa           | Portugal       | Bailarina indochina | Rino Lupo       | Película muda. |
| 1931           | La carta                   | Estados Unidos | Li-Ti               | Adelqui Migliar | Versión en español de The Letter, dirigida por Jean de Limur en 1929 e interpretada en sus principales papeles por O. P. Heggie, Jeanne Eagels, Reginald Owen, Herbert Marshall, Irene Brown y Lady Tsen Mei. |
| 1939           | Legion Condor              | Alemania       |                     | Karl Ritter     | Película de ficción cuyo rodaje (iniciado el 9 de agosto de 1939) se tuvo que suspender definitivamente a raíz del momento en que todos los extras procedentes de la Luftwaffe que participaban en la misma fueron convocados para llevar a cabo la invasión militar de Polonia, así como por la entrada en vigor del pacto de no agresión germano-soviético firmado en Moscú el 23 de agosto del mismo año. |
| 1940           | Zwischen Hamburg und Haiti | Alemania       | Dolores             | Erich Waschneck | |
| 1941           | Carl Peters                | Alemania       | Bailarina del club  | Herbert Selpin  | |